# Panasonic Jungle
De Panasonic Jungle is een nooit uitgebrachte draagbare spelcomputer die ontwikkeld werd door Panasonic. De console werd aangekondigd in oktober 2010 en zou gaan uitkomen in 2011. Op 11 maart 2011 maakte het bedrijf bekend dat de ontwikkeling ervan werd stopgezet.

## Beschrijving
De Jungle had een ontwerp dat deed denken aan een laptop met een touchpad en een QWERTY-toetsenbord. Geruchten gingen dat het zou gaan draaien op Linux en een 720p-beeldscherm kreeg. Het was ontworpen om onderweg MMO-spellen, een spelgenre met meerdere spelers tegelijk in een virtuele wereld, te kunnen spelen.
Het was Panasonics tweede spelcomputer, de 3DO uit 1993 was de eerste, en de eerste poging om een draagbare spelcomputer te maken. Het systeem moest gaan concurreren met andere spelcomputers uit de achtste generatie, zoals de Nintendo 3DS en de later verschenen PlayStation Vita.

## Games
Er waren drie games aangekondigd voor de Jungle:
- Stellar Dawn[3]
- RuneScape[4]
- Battlestar Galactica Online